# Романова Балка
Романова Ба́лка — село в Україні, у Мигіївській сільській громаді Первомайського району Миколаївської області. Населення становить 753 особи.
Село розташоване на правому березі Південного Бугу, за 22 км на південний схід від міста Первомайськ і залізничної станції Первомайськ-на-Бузі, за п'ять кілометрів від села проходить автодорога E584 (Полтава — Кишинів).

## Історія села
На околицях села Романова Балка знайдений схованка кам'яних знарядь праці епохи бронзи (кінець II тисячоліття до н. е.). Виявлені сліди двох поселень, одне з них — у Романовій Балці (поселення черняхівської культури II—VI ст. н. е.), інше — в Іванівці (поселення VII—IX ст. н. ери)
Населений пункт заснований в другій половині XVIII ст. Його першими жителями були селяни-утікачі з Правобережної України.
На фронтах Другої світової війни билися 328 жителів села, 269 з них не повернулися з поля бою, 57 — удостоєні бойових нагород. У 1964 р. у Романовій Балці встановлений пам'ятник воїнам, полеглим у бою за звільнення села від нацистських окупантів.
За успіхи в розвитку сільського господарства 15 колгоспників нагороджені орденами і медалями СРСР. Звання Героя Соціалістичної Праці присвоєне бригадирові тракторної бригади І. І. Чаусенко; він же — кавалер двох орденів Леніна і ордени Трудового Червоного Прапора, його доблесна праця відмічена також Почесною Грамотою Президії Верховної Ради Української РСР. Орденом Леніна нагороджені голова колгоспу В. К. Перкун і свинар Ф. А. Ступак; орденом Жовтневої Революції — механізатори Г. В. Маврін і Т. З. Танцюра. Орденами Трудового Червоного Прапора удостоєно вісім осіб.

## Економіка села
У Романові Балці обробляється 7229 га сільськогосподарських угідь, з них 6634,5 га орних земель, в тому числі 57 га поливних. Тут вирощують озиму пшеницю, цукровий буряк, соняшник, розвинене м'ясо-молочне тваринництво. Є пилорама.

## Освіта і культура
У селі є середня школа (242 учні і 20 учителів), будинок культури із залом на 450 місць, дві бібліотеки з фондом 12,2 тис. книг, фельдшерсько-акушерський пункт, дитячий сад. До послуг населення — сім магазинів, кафе, будинок побуту, відділення Укрпошти, Ощадбанку України.

## Відомі люди
- Маляренко Олег Юрійович — заслужений працівник сільського господарства України (2019)[1].
- Пономаренко Володимир Артемович (1940 — 2014) — генерал-лейтенант міліції.
- Чаусенко Іван Іванович (1915—1999) — Герой Соціалістичної Праці.
- Чорноброва Вікторія Григорівна (1970) — українська поетеса, лауреат премії імені Богдана-Ігоря Антонича.